# Akira Yamauchi
Akira Yamauchi (japanisch 山内 彰 Yamauchi Akira; * 10. März 2000 in der Präfektur Osaka) ist ein japanischer Fußballspieler.

## Karriere
Akira Yamauchi erlernte das Fußballspielen in der Schulmannschaft der Chuo Gakuin High School sowie in der Universitätsmannschaft der Tokai Gakuen University. Von September 2021 bis Saisonende wurde er von der Universität an den FC Gifu ausgeliehen. Der Verein aus Gifu, einer Stadt in der Präfektur Gifu auf Honshū, spielte in der dritten japanischen Liga. Hier kam er jedoch nicht zum Einsatz. Nach Ende der Ausleihe wurde Yamauchi am 1. Februar 2022 fest von dem Drittligisten unter Vertrag genommen. Sein Drittligadebüt gab Akira Yamauchi am 12. März 2022 (1. Spieltag) im Auswärtsspiel gegen den Yokohama Sports & Culture Club. Hier wurde er nach der Halbzeitpause für den Brasilianer Henik eingewechselt. Das Spiel endete 0:0.